# Pauillac
Pour l’article ayant un titre homophone, voir Pauilhac.
Pour le vin, voir Pauillac (AOC).
Pauillac (prononcé [po.jak]) est une commune du Sud-Ouest de la France, située dans le département de la Gironde, en région Nouvelle-Aquitaine.

## Géographie

### Localisation
1. Carte dynamique
2. Carte Openstreetmap
3. Carte topographique
4. Carte avec les communes environnantes

La ville est située sur la rive gauche de l'estuaire de la Gironde à 50 km au nord de Bordeaux. Elle appartient à la presqu'île du Médoc, réputée pour son prestigieux vignoble, qui a pu s'y installer grâce à un climat favorable et à la nature du sol.

### Communes limitrophes
Les communes de Braud-et-Saint-Louis et Saint-Androny sont sur la rive droite de l'estuaire de la Gironde. L'île de Patiras est sur Saint-Androny, ainsi que le phare de Trompeloup.
| Cissac-Médoc        | Saint-Estèphe            | Braud-et-Saint-Louis (par un quadripoint) |
| Saint-Sauveur       | Pauillac                 | Saint-Androny                             |
| Saint-Laurent-Médoc | Saint-Julien-Beychevelle |                                           |

### Géologie et relief
La majeure partie du territoire repose sur des graves charriées par la Garonne depuis les Pyrénées. Elles forment une série de terrasses en pente douce de plus en plus anciennes à mesure qu'on s'éloigne du fleuve et confèrent au sol des propriétés de drainage naturel favorable au développement de la vigne. La limite ouest de la commune est marquée par la présence d'un sol sablo-argileux caractéristique des Landes médocaines.

### Climat
Pour des articles plus généraux, voir Climat de la Nouvelle-Aquitaine et Climat de la Gironde.
Historiquement, la commune est exposée à un climat océanique aquitain.  
En 2020, Météo-France publie une typologie des climats de la France métropolitaine dans laquelle la commune est exposée à un climat océanique et est dans la région climatique  Littoral charentais et aquitain, caractérisée par une pluviométrie élevée en automne et en hiver, un bon ensoleillement, des hiver doux (6,5 °C), soumis à la brise de mer.
Pour la période 1971-2000, la température annuelle moyenne est de 13,3 °C, avec une amplitude thermique annuelle de 14,5 °C. Le cumul annuel moyen de précipitations est de 872 mm, avec 12,3 jours de précipitations en janvier et 6,4 jours en juillet. Pour la période 1991-2020, la température moyenne annuelle observée sur la station météorologique installée sur la commune est de 14,0 °C et le cumul annuel moyen de précipitations est de 857,0 mm,. Pour l'avenir, les paramètres climatiques de la commune estimés pour 2050 selon différents scénarios d’émission de gaz à effet de serre sont consultables sur un site dédié publié par Météo-France en novembre 2022.
| Mois                                  | jan.            | fév.           | mars            | avril         | mai           | juin            | jui.           | août          | sep.          | oct.          | nov.            | déc.            | année    |
| ------------------------------------- | --------------- | -------------- | --------------- | ------------- | ------------- | --------------- | -------------- | ------------- | ------------- | ------------- | --------------- | --------------- | -------- |
| Température minimale moyenne (°C)     | 4               | 3,7            | 5,9             | 8             | 11,4          | 14,2            | 15,8           | 15,6          | 13,1          | 10,5          | 6,8             | 4,5             | 9,5      |
| Température moyenne (°C)              | 7,1             | 7,6            | 10,5            | 12,9          | 16,4          | 19,5            | 21,2           | 21,3          | 18,5          | 14,9          | 10,3            | 7,6             | 14       |
| Température maximale moyenne (°C)     | 10,1            | 11,5           | 15              | 17,8          | 21,5          | 24,7            | 26,7           | 27            | 23,9          | 19,3          | 13,9            | 10,7            | 18,5     |
| Record de froid (°C) date du record   | −16 16.01.1985  | −12 04.02.1963 | −9 07.03.1971   | −3 03.04.1970 | 1,6 03.05.21  | 5 02.06.1975    | 7,5 18.07.1980 | 7 31.08.1977  | 2 21.09.1977  | −1,5 25.10.03 | −5,5 23.11.1988 | −9,5 25.12.1962 | −16 1985 |
| Record de chaleur (°C) date du record | 19,5 13.01.1993 | 24,7 27.02.19  | 26,5 30.03.1965 | 31,1 30.04.05 | 34,7 30.05.01 | 40,5 30.06.1968 | 41 31.07.1975  | 40,5 04.08.03 | 39 02.09.1962 | 31,9 01.10.23 | 24,8 08.11.15   | 23 16.12.1989   | 41 1975  |
| Ensoleillement (h)                    | 83,9            | 126,2          | 170,9           | 204,5         | 232,2         | 251,1           | 272,7          | 254,7         | 223,3         | 158,2         | 106             | 91,6            | 2 175,2  |
| Précipitations (mm)                   | 87,3            | 60,2           | 56,7            | 67,4          | 61            | 59,2            | 42             | 53,7          | 70            | 88,2          | 110,9           | 100,4           | 857      |

## Urbanisme

### Typologie
Au 1er janvier 2024, Pauillac est catégorisée bourg rural, selon la nouvelle grille communale de densité à sept niveaux définie par l'Insee en 2022.
Elle appartient à l'unité urbaine de Pauillac, une unité urbaine monocommunale constituant une ville isolée,. Par ailleurs la commune fait partie de l'aire d'attraction de Pauillac, dont elle est la commune-centre,. Cette aire, qui regroupe 5 communes, est catégorisée dans les aires de moins de 50 000 habitants,.
La commune, bordée par l'estuaire de la Gironde, est également une commune littorale au sens de la loi du 3 janvier 1986, dite loi littoral. Des dispositions spécifiques d’urbanisme s’y appliquent dès lors afin de préserver les espaces naturels, les sites, les paysages et l’équilibre écologique du littoral, tel le principe d'inconstructibilité, en dehors des espaces urbanisés, sur la bande littorale des 100 mètres, ou plus si le plan local d’urbanisme le prévoit.

### Occupation des sols

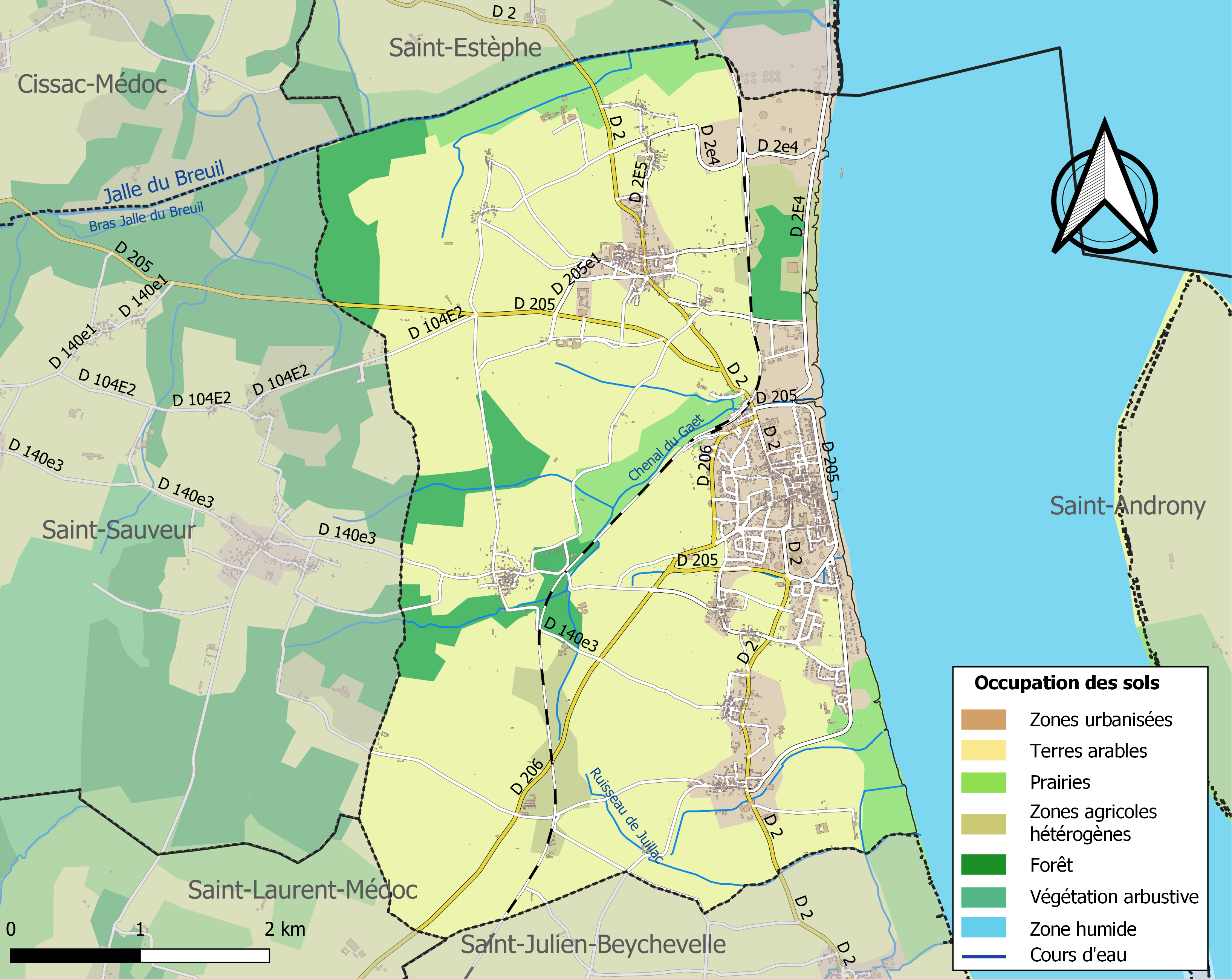
Carte des infrastructures et de l'occupation des sols de la commune en 2018 (CLC).

L'occupation des sols de la commune, telle qu'elle ressort de la base de données européenne d’occupation biophysique des sols Corine Land Cover (CLC), est marquée par l'importance des territoires agricoles (56,5 % en 2018), en diminution par rapport à 1990 (57,8 %). La répartition détaillée en 2018 est la suivante : 
cultures permanentes (48,6 %), eaux maritimes (26,4 %), zones urbanisées (8,2 %), forêts (6,1 %), prairies (5 %), zones agricoles hétérogènes (2,9 %), zones industrielles ou commerciales et réseaux de communication (2,7 %). L'évolution de l’occupation des sols de la commune et de ses infrastructures peut être observée sur les différentes représentations cartographiques du territoire : la carte de Cassini (XVIIIe siècle), la carte d'état-major (1820-1866) et les cartes ou photos aériennes de l'IGN pour la période actuelle (1950 à aujourd'hui).

### Voies de communication et transports

#### La route des châteaux

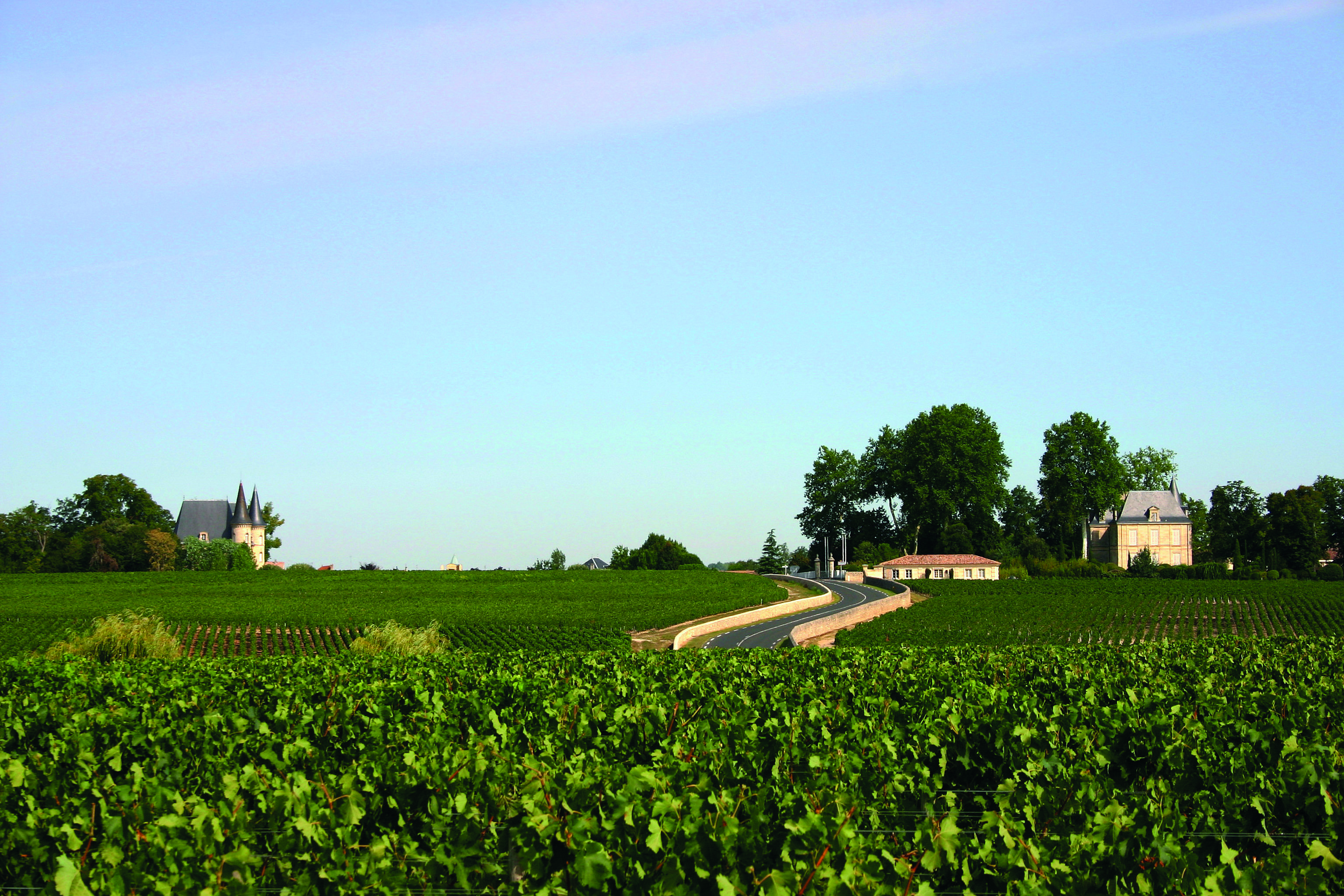
Route des Châteaux à l'entrée Sud de Pauillac (Château Pichon Baron à gauche et Château Pichon Longueville Comtesse de Lalande à droite).

Le vignoble du Médoc est construit essentiellement de part et d'autre de la route départementale 2, « la D2 », ou « route des châteaux ».

#### Desserte ferroviaire
La gare de Pauillac est située sur la ligne de Ravezies à Pointe-de-Grave (L42), dite aussi ligne du Médoc. Elle est desservie par les trains du réseau TER Nouvelle-Aquitaine.

#### Réseau routier interurbain
La ligne 424 du réseau régional d'autocars relie Bordeaux (Ravezies) à Pauillac (Le Pouyalet). Elle fait l'objet d'un cadencement toutes les 30 minutes en heure de pointe.

#### Quais

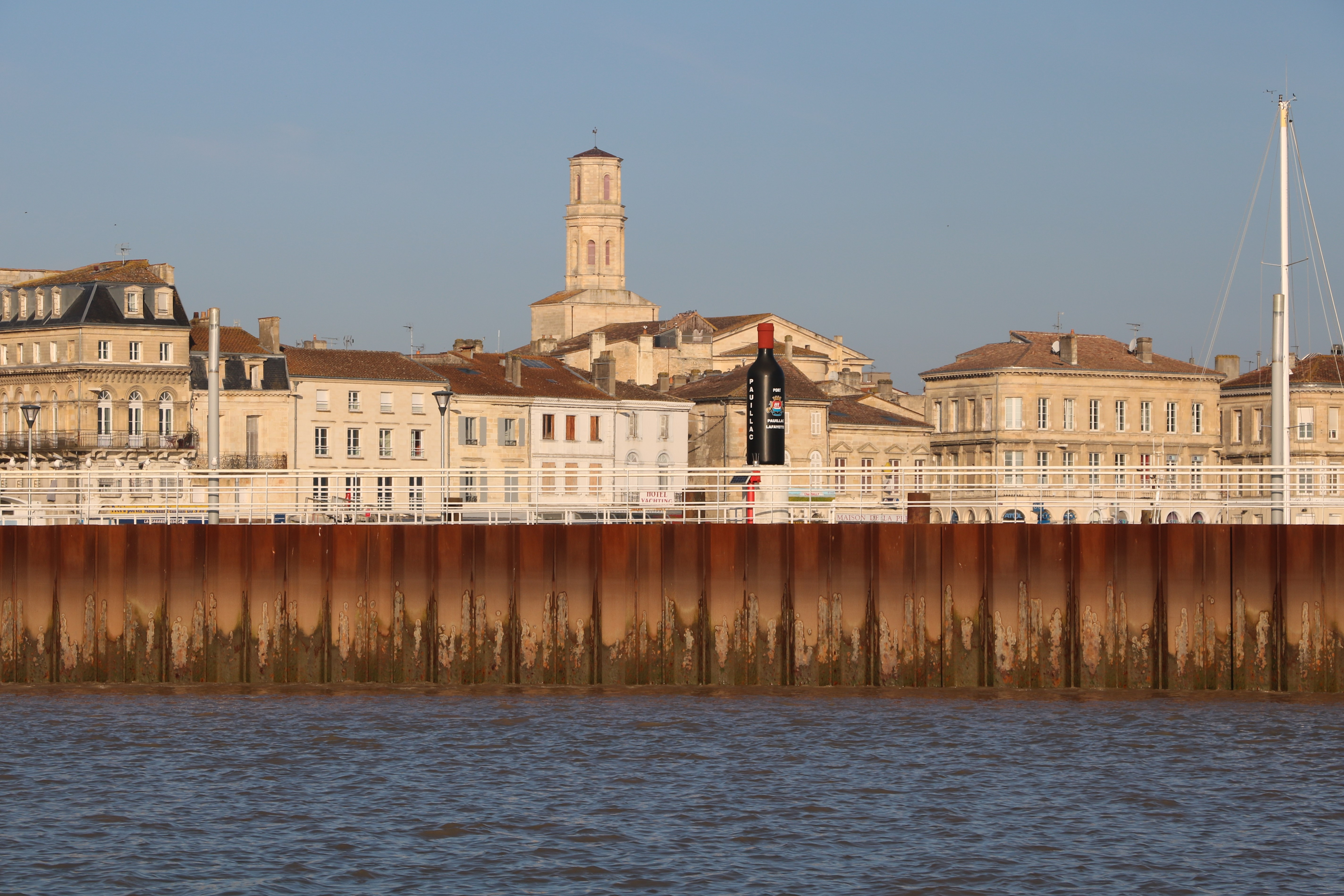
Façades des quais de Pauillac depuis le port de plaisance.

Les quais de Pauillac s'étendent sur plus de 1 300 mètres, ce qui est en fait la façade fluviale la plus longue sur l'estuaire de la Gironde. Stendhal, qui passe une nuit à Pauillac le 22 mars 1838 au cours de son voyage dans le midi de la France, lui rend un hommage appuyé : « Nous apercevons tout à coup, sur la gauche de la rivière, huit à dix belles maisons à trois étages qui ont l'air d'opulentes maisons de campagnes : c'est Pauillac. Rien de ces constructions sales et entassées qui avoisinent la rivière, centre de commerce dans les villes anciennes. Pauillac serait-il tout à fait nouveau ? On dirait que les trois quarts de la ville n'ont pas trente ans. Je prends une chambre à l'hôtel de Monsieur Delhomme sur le quai ». L'actrice Armelle Leśniak, quant à elle, déclare que ce qui l'a le plus frappée en arrivant à Pauillac, « ce sont ses quais frangés par l'estuaire de la Gironde. Du Verdon à Bordeaux, Pauillac est la seule bourgade du Médoc ainsi bordée de quais qui lui donnent un charme fou. Un rêve de bateaux, de régates, de fêtes foraines. On s’imagine se régalant à l’ombre des platanes : un verre de vin bien sûr pour accompagner une tranche d’agneau de Pauillac, cet agneau de lait prestigieux, héritier de traditions ancestrales. À quelques battements d'ailes, les châteaux, chacun avec sa personnalité et dont les noms sont connus dans le monde entier ».

#### Ports

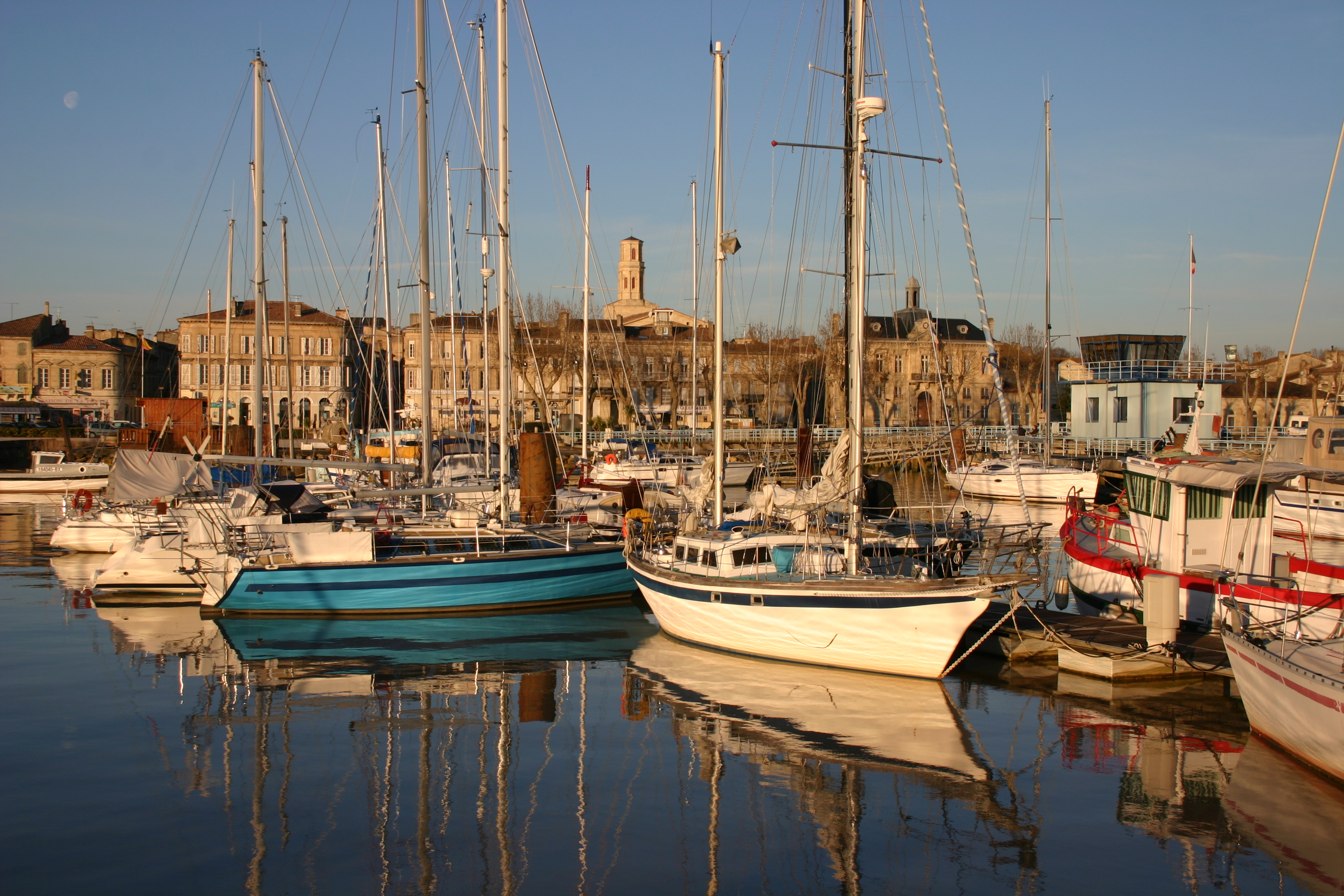
Le port de plaisance La Fayette.

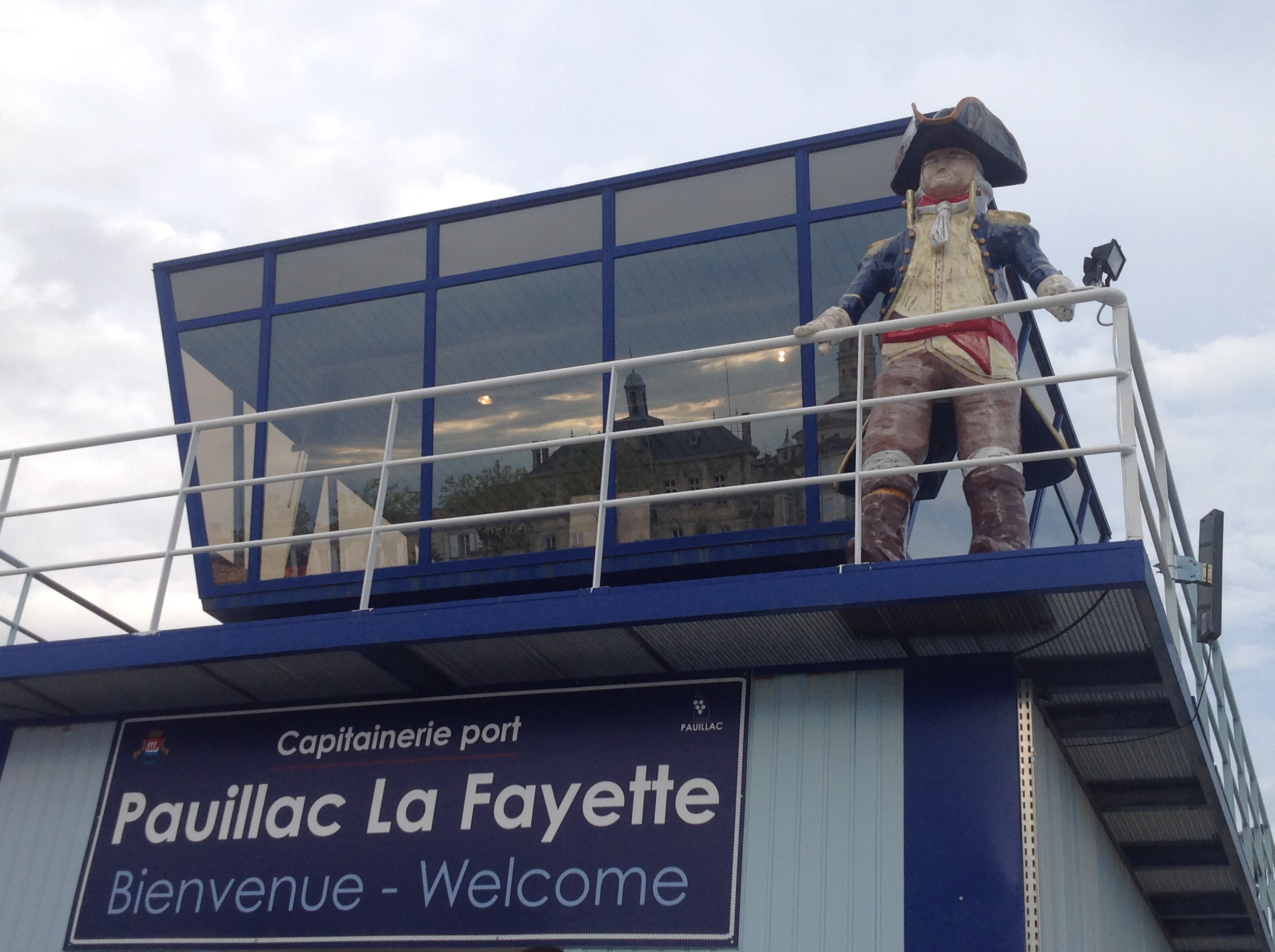
Capitainerie du port de plaisance.

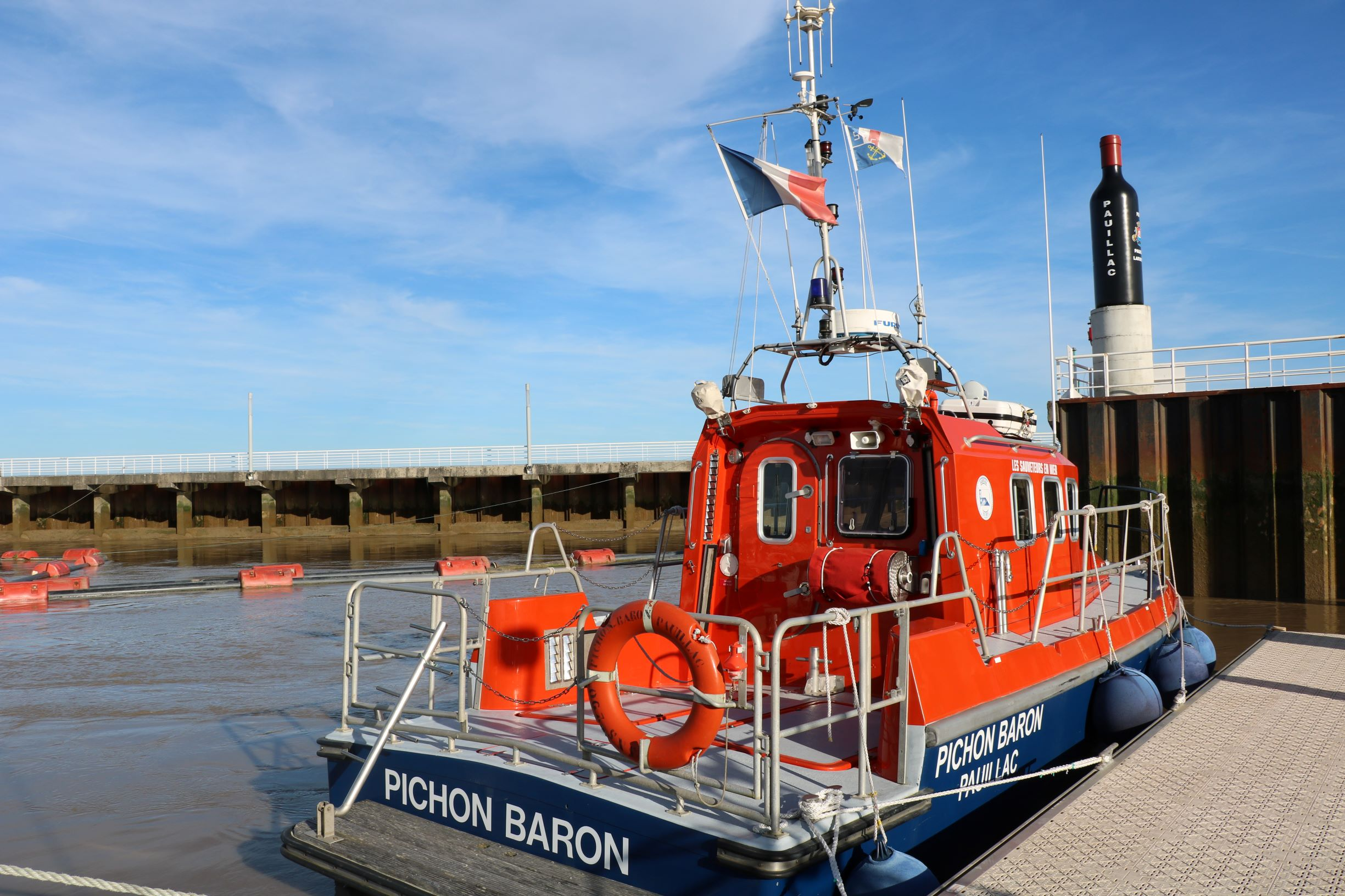
Le Pichon Baron de la SNSM.

En 1896, la Compagnie Générale Transatlantique fait construire un appontement à Pauillac-Trompeloup. Quatre grands paquebots peuvent y accoster simultanément. Une ligne de chemin de fer raccordée à la ligne Bordeaux-Soulac conduit les voyageurs directement aux passerelles d’embarquement. De nombreuses compagnies utilisent ce port pour des paquebots de ligne à destination des Antilles et de l'Amérique du Sud. Ce port transatlantique fonctionnera jusqu'à la seconde guerre mondiale puis sera reconverti en terminal pétrolier. Aujourd'hui, l'appontement de Pauillac-Trompeloup est devenu le centre de convergence européen des pièces de l'Airbus A380 qui continuent leur route sur la barge Breuil vers Langon (voir Itinéraire à grand gabarit) pour rejoindre ensuite par convois routiers le site de Toulouse. Un nouvel appontement, le « Terminal du Médoc », devrait voir le jour en 2021 afin de recevoir des paquebots de croisières d'une longueur allant jusqu'à 340 mètres. C'est l'objectif du Grand Port Maritime de Bordeaux, dont dépend le site de Pauillac, qui l'a inscrit dans son projet stratégique. Alors que cette activité s'est largement développée ces dernières années, l'escale girondine est contrainte par les limites d'accès des navires au centre de Bordeaux. D'où l'idée de créer un nouveau terminal dans le secteur des vignobles du Médoc.
Le port de plaisance de Pauillac La Fayette fut construit en 1977 pour accueillir les bateaux médocains, mais aussi ceux des plaisanciers en transit de l'Atlantique à la Méditerranée par le canal du Midi. Le port propose ainsi le mâtage et démâtage des voiliers pour rejoindre ou venir de la Méditerranée. Il accueille également des bateaux à moteur, des paquebots fluviaux et la vedette de la station SNSM de Pauillac. Le bassin se trouvant au cœur du bouchon vaseux, il faut attendre plusieurs heures pour pourvoir rentrer ou sortir du port lors de forts coefficients de marée. Sur l'esplanade La Fayette se trouve une zone technique pour le stationnement de longue durée de bateaux et remorques.

### Risques majeurs
Le territoire de la commune de Pauillac est vulnérable à différents aléas naturels : météorologiques (tempête, orage, neige, grand froid, canicule ou sécheresse), inondations et séisme (sismicité très faible). Il est également exposé à deux risques technologiques,  et  le risque industriel et le risque nucléaire. Un site publié par le BRGM permet d'évaluer simplement et rapidement les risques d'un bien localisé soit par son adresse soit par le numéro de sa parcelle.

#### Risques naturels
Certaines parties du territoire communal sont susceptibles d’être affectées par le risque d’inondation par débordement de cours d'eau, notamment la Jalle du Breuil. La commune a été reconnue en état de catastrophe naturelle au titre des dommages causés par les inondations et coulées de boue survenues en 1982, 1987, 1988, 1991, 1999, 2009 et 2010,.

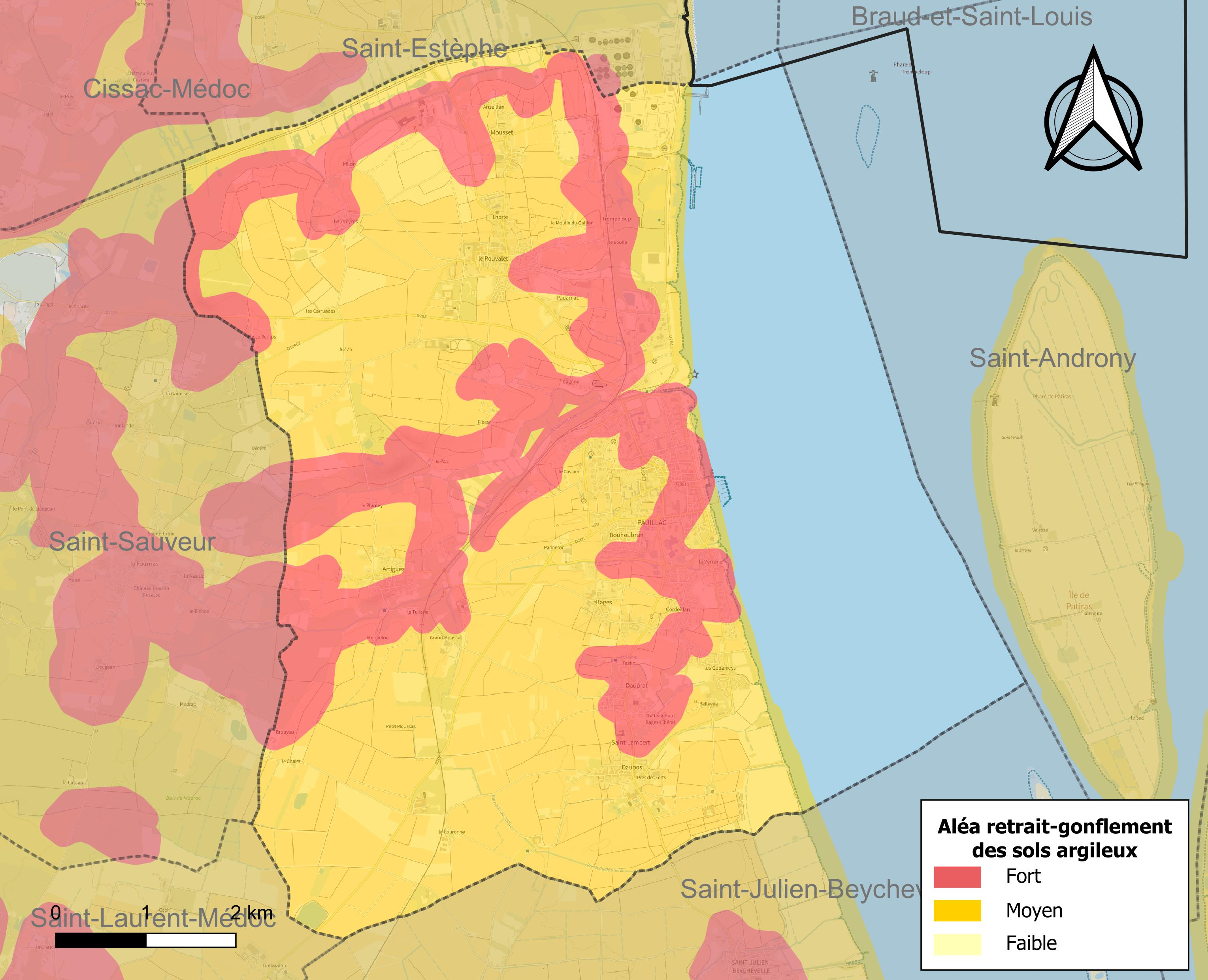
Carte des zones d'aléa retrait-gonflement des sols argileux de Pauillac.

Le retrait-gonflement des sols argileux est susceptible d'engendrer des dommages importants aux bâtiments en cas d’alternance de périodes de sécheresse et de pluie. 74,5 % de la superficie communale est en aléa moyen ou fort (67,4 % au niveau départemental et 48,5 % au niveau national). Sur les 2 155 bâtiments dénombrés sur la commune en 2019,  2 155 sont en aléa moyen ou fort, soit 100 %, à comparer aux 84 % au niveau départemental et 54 % au niveau national. Une cartographie de l'exposition du territoire national au retrait gonflement des sols argileux est disponible sur le site du BRGM,.
Par ailleurs, afin de mieux appréhender le risque d’affaissement de terrain, l'inventaire national des cavités souterraines permet de localiser celles situées sur la commune.
Concernant les mouvements de terrains, la commune a été reconnue en état de catastrophe naturelle au titre des dommages causés par la sécheresse en 2003, 2005, 2012 et 2017 et par des mouvements de terrain en 1999.

#### Risques technologiques
La commune est exposée au risque industriel du fait de la présence sur son territoire d'une entreprise soumise à la directive européenne SEVESO.
La commune étant située totalement dans le périmètre du plan particulier d'intervention (PPI) de 20 km autour de la centrale nucléaire du Blayais, elle est exposée au risque nucléaire. En cas d'accident nucléaire, une alerte est donnée par différents médias (sirène, sms, radio, véhicules). Dès l'alerte, les personnes habitant dans le périmètre de 2 km se mettent à l'abri. Les personnes habitant dans le périmètre de 20 km peuvent être amenées, sur ordre du préfet, à évacuer et ingérer des comprimés d’iode stable,,.

## Toponymie
Le nom de la ville dériverait de l’anthroponyme gallo-romain Paullius ou Pavillius avec le suffixe locatif -acum.
En gascon, le nom de la commune est Paulhac.
Pauillac étant en Médoc, pays gascon, la plupart des lieux-dits anciens y sont explicables par le gascon, par exemple Barail de Fonbern, Brame Hame, la Carreyre, le Coyniou, le Hagna, Les Houdines, les Ardileys...

## Histoire

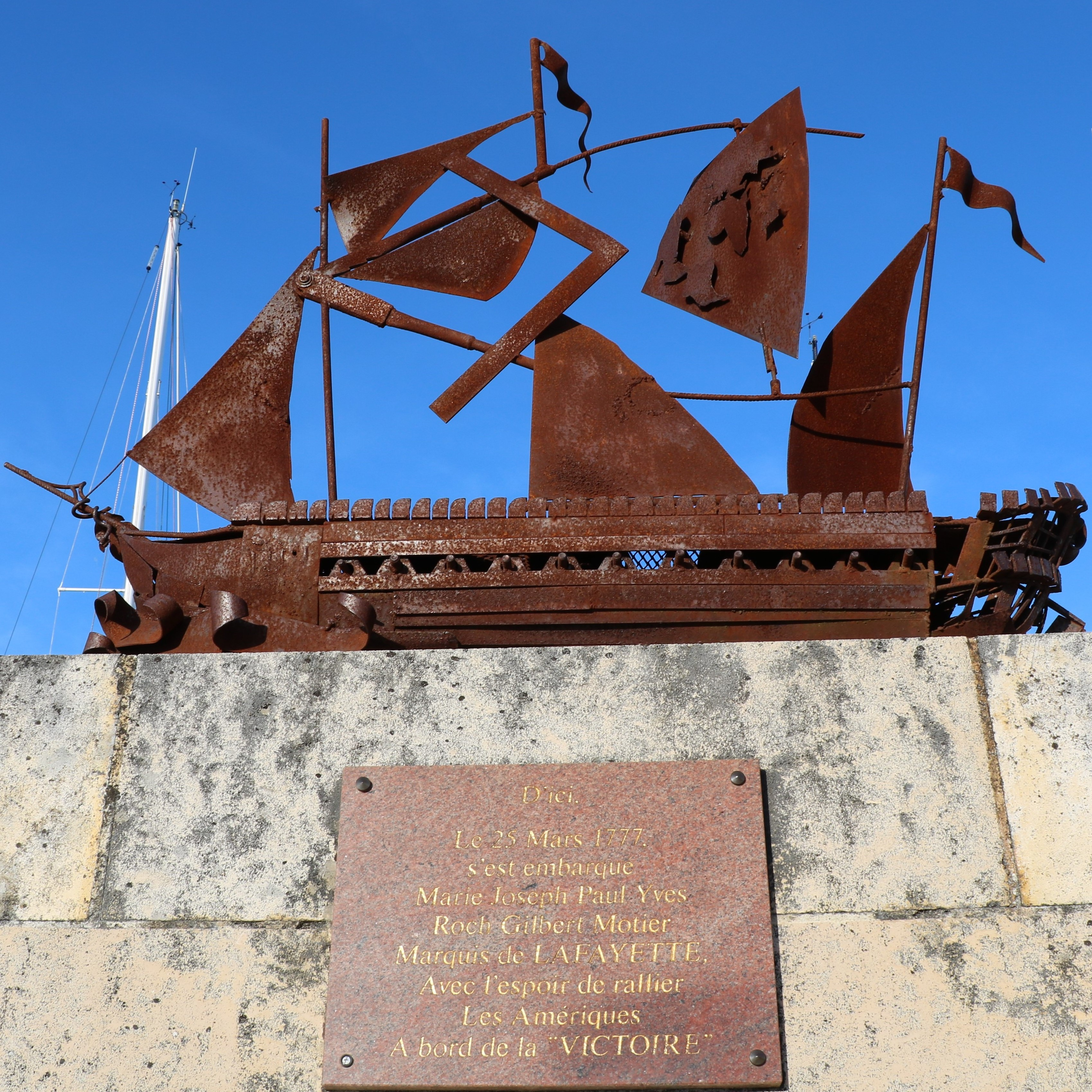
Stèle en hommage à La Fayette.

Les traces de Pauillac remontent à la préhistoire, mais c'est au XVIIIe siècle, avec l'expansion du commerce des vignobles et de la pêche que la ville prend le visage qu'on lui connaît aujourd'hui.
Grâce à sa situation en bord de Gironde, aux XIXe et XXe siècles, des industries lourdes s'implantent à Pauillac (hauts-fourneaux, société pétrolière Jupiter...). Pauillac fut le point de départ des grands paquebots transatlantiques à destination de l'Amérique du Sud.
En 1777, Gilbert du Motier, marquis de La Fayette appareilla de Pauillac sur les bords de la Gironde afin de joindre les Amériques, pour secourir le peuple américain durant la guerre d'indépendance américaine. Une stèle en bronze représentant son vaisseau La Victoire est d'ailleurs érigée au bord du port de la ville, sur l'esplanade de La Fayette. Sur la stèle peut être lu :
D'ici, le 25 mars 1777, s'est embarqué Marie Joseph Paul Yves Gilbert Motier

Marquis de LAFAYETTE, avec l'espoir de rallier les Amériques

A bord de la VICTOIRE

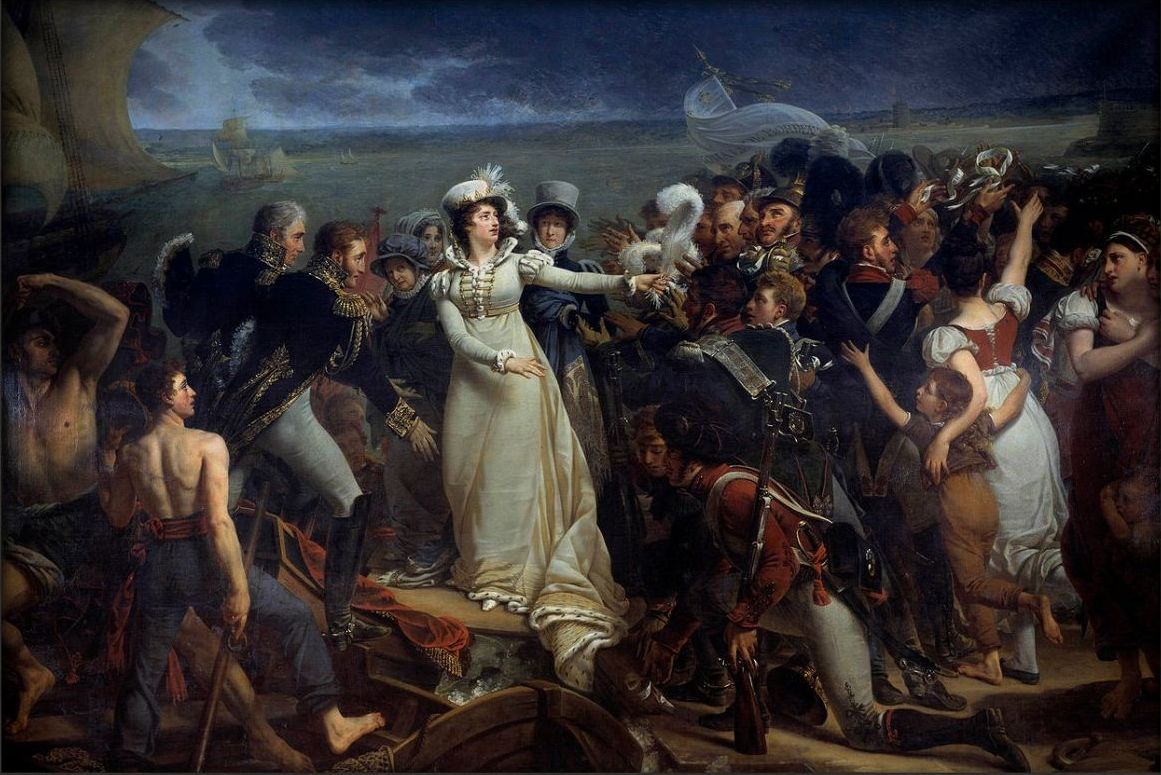
Embarquement de la Duchesse d'Angoulême à Pauillac (1818), musée des Beaux-Arts de Bordeaux.

Le 2 avril 1815, après avoir tenté de rallier à Bordeaux les forces royalistes contre Napoléon pendant les Cent-Jours, Marie-Thérèse, duchesse d'Angoulême, s'embarque pour l'exil à Pauillac.

## Politique et administration

### Résultats des élections présidentielles au second tour
En 2017 : Emmanuel Macron a obtenu 53,29 % des suffrages exprimés et Marine Le Pen 46,71 %.
En 2012 : François Hollande a obtenu 52,36 % des suffrages exprimés et Nicolas Sarkozy 47,64 %. 
En 2007 : Nicolas Sarkozy a obtenu 56,54 % des suffrages exprimés et Ségolène Royal 43,46 %.

### Résultats des élections législatives au second tour
En 2017 : Benoît Simian (élu) a obtenu 45,78 %  des suffrages exprimés et Pascale Got 54,22 %. 
En 2012 : Pascale Got a obtenu 58,31 % des suffrages exprimés et David Gordon-Krief 41,69 %.
En 2007 : Pascale Got (élue) a obtenu 44,71 % des suffrages exprimés et Jean-François Régère 55,29 %.

### Parrainages et jumelages

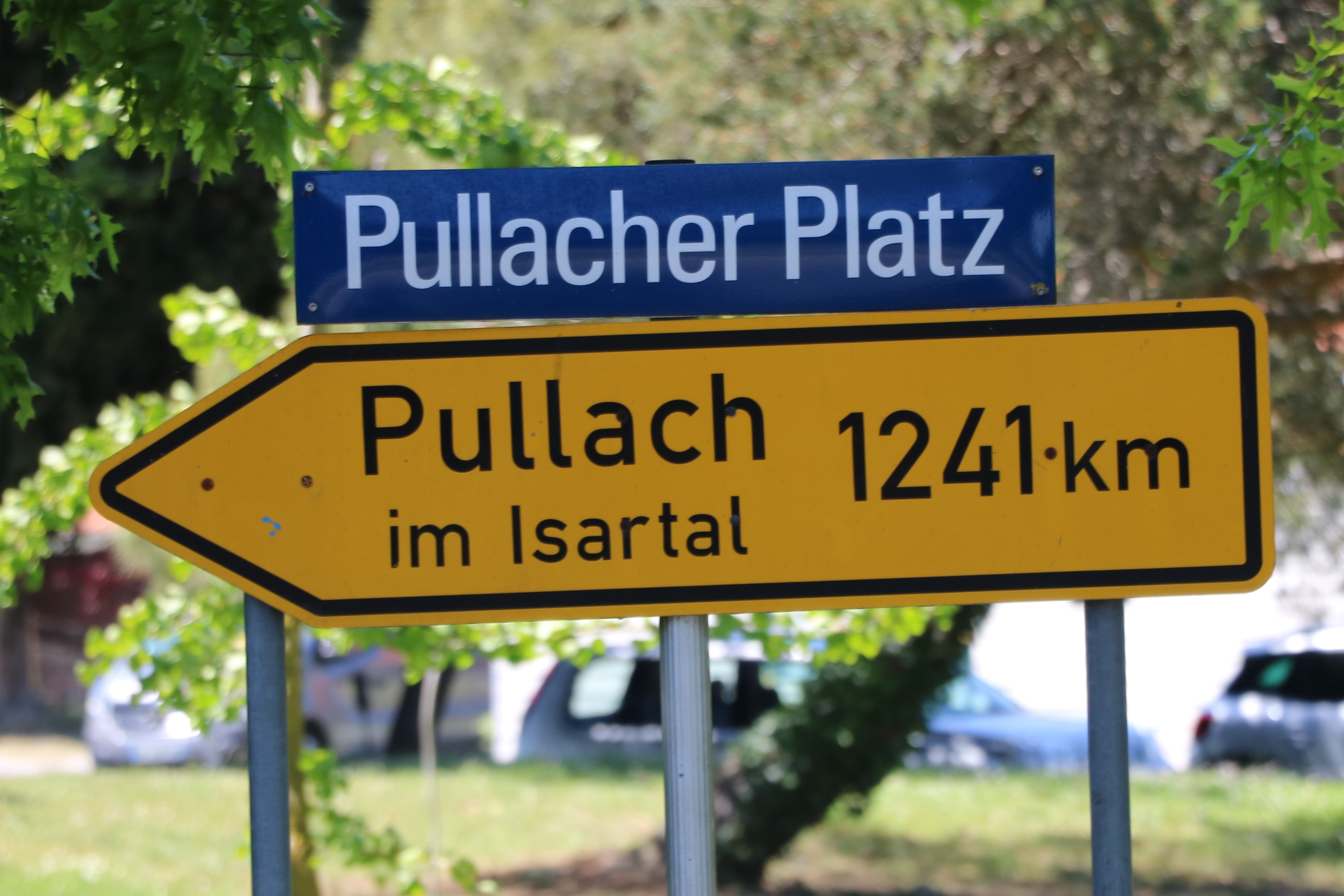
Pullacher Platz à Pauillac, ville jumelée avec Pullach im Isartal.

#### Parrainages
- Pauillac est la ville marraine de la goélette Belle Poule, navire-école de la Marine Nationale.
- L'Escadron Médoc de la base aérienne 106 est parrainé par Pauillac.

#### Jumelages
- Pullach im Isartal (Allemagne) depuis 1964
- Paulhac (France) depuis 2003

## Population et société

### Démographie
L'évolution du nombre d'habitants est connue à travers les recensements de la population effectués dans la commune depuis 1793. Pour les communes de moins de 10 000 habitants, une enquête de recensement portant sur toute la population est réalisée tous les cinq ans, les populations de référence des années intermédiaires étant quant à elles estimées par interpolation ou extrapolation. Pour la commune, le premier recensement exhaustif entrant dans le cadre du nouveau dispositif a été réalisé en 2005.

En 2022, la commune comptait 5 165 habitants, en évolution de +6,47 % par rapport à 2016 (Gironde : +6,91 %, France hors Mayotte : +2,11 %).
| 1793  | 1800  | 1806  | 1821  | 1831  | 1836  | 1841  | 1846  | 1851  |
| ----- | ----- | ----- | ----- | ----- | ----- | ----- | ----- | ----- |
| 2 858 | 2 014 | 2 599 | 2 640 | 3 352 | 3 658 | 3 805 | 3 752 | 3 900 |

| 1856  | 1861  | 1866  | 1872  | 1876  | 1881  | 1886  | 1891  | 1896  |
| ----- | ----- | ----- | ----- | ----- | ----- | ----- | ----- | ----- |
| 3 727 | 3 863 | 3 621 | 4 222 | 4 145 | 4 735 | 4 623 | 4 564 | 5 180 |

| 1901  | 1906  | 1911  | 1921  | 1926  | 1931  | 1936  | 1946  | 1954  |
| ----- | ----- | ----- | ----- | ----- | ----- | ----- | ----- | ----- |
| 6 125 | 5 914 | 5 872 | 5 292 | 4 650 | 4 836 | 5 452 | 5 367 | 5 609 |

| 1962  | 1968  | 1975  | 1982  | 1990  | 1999  | 2005  | 2006  | 2010  |
| ----- | ----- | ----- | ----- | ----- | ----- | ----- | ----- | ----- |
| 5 703 | 5 640 | 6 363 | 6 145 | 5 670 | 5 175 | 5 242 | 5 291 | 5 075 |

| 2015  | 2020  | 2022  | - | - | - | - | - | - |
| ----- | ----- | ----- | - | - | - | - | - | - |
| 4 861 | 5 084 | 5 165 | - | - | - | - | - | - |

### Enseignement
L'enseignement est assuré dans la commune de Pauillac via des écoles maternelles, primaires, deux collèges, un lycée filière générale et aussi professionnelle, jusqu'au BTS « force de vente ».

### Manifestations culturelles et festivités

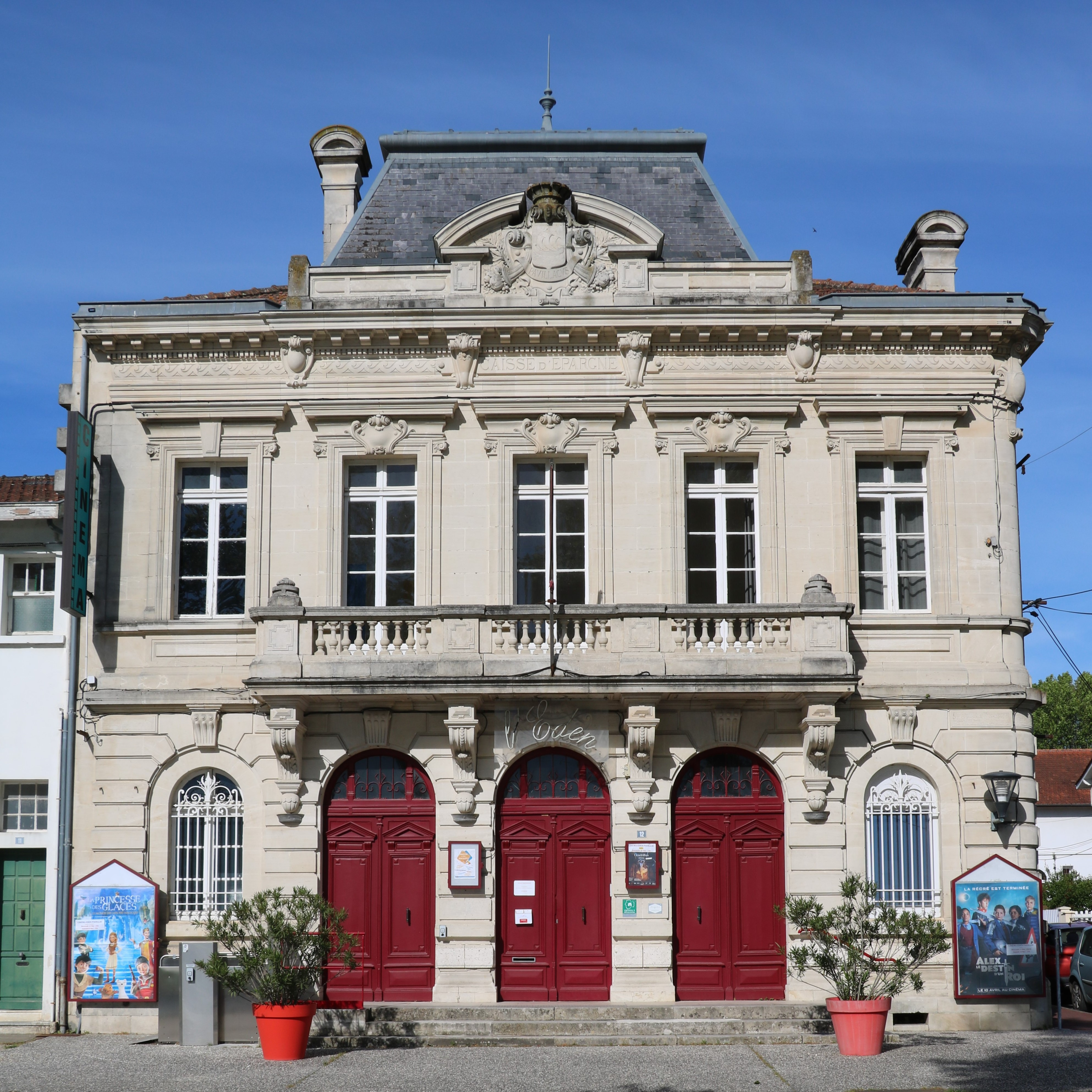
La cinéma L'Éden de Pauillac.

- Le Printemps des châteaux[49] en avril : qu'ils soient grands crus classés en 1855[50], crus bourgeois[51], crus artisans[52], caves coopératives ou autres crus, soixante domaines viticoles fêtent le printemps.
- La Fête de l'agneau le week-end de Pentecôte[53].
- Le festival « Les Estivales de musique en Médoc » est consacré à de jeunes lauréats de concours internationaux. Chaque concert est suivi d’une dégustation du vin du château hôte[54].
- Le Festival du film de Pauillac, aussi appelé « Les Vendanges du 7e art », est consacré à l'art cinématographique et littéraire. Il se déroule depuis 2015 durant la première quinzaine de juillet au cinéma L'Éden de Pauillac, une salle classée art et essai — labellisé « Jeune Public »[55].
- Music & Cook & Wine : concerts gratuits dans les jardins de la Maison du tourisme et du vin de Pauillac, en bordure d'estuaire. Des stands gastronomiques de producteurs locaux et de viticulteurs du Médoc sont montés à cette occasion[56].

### Sports

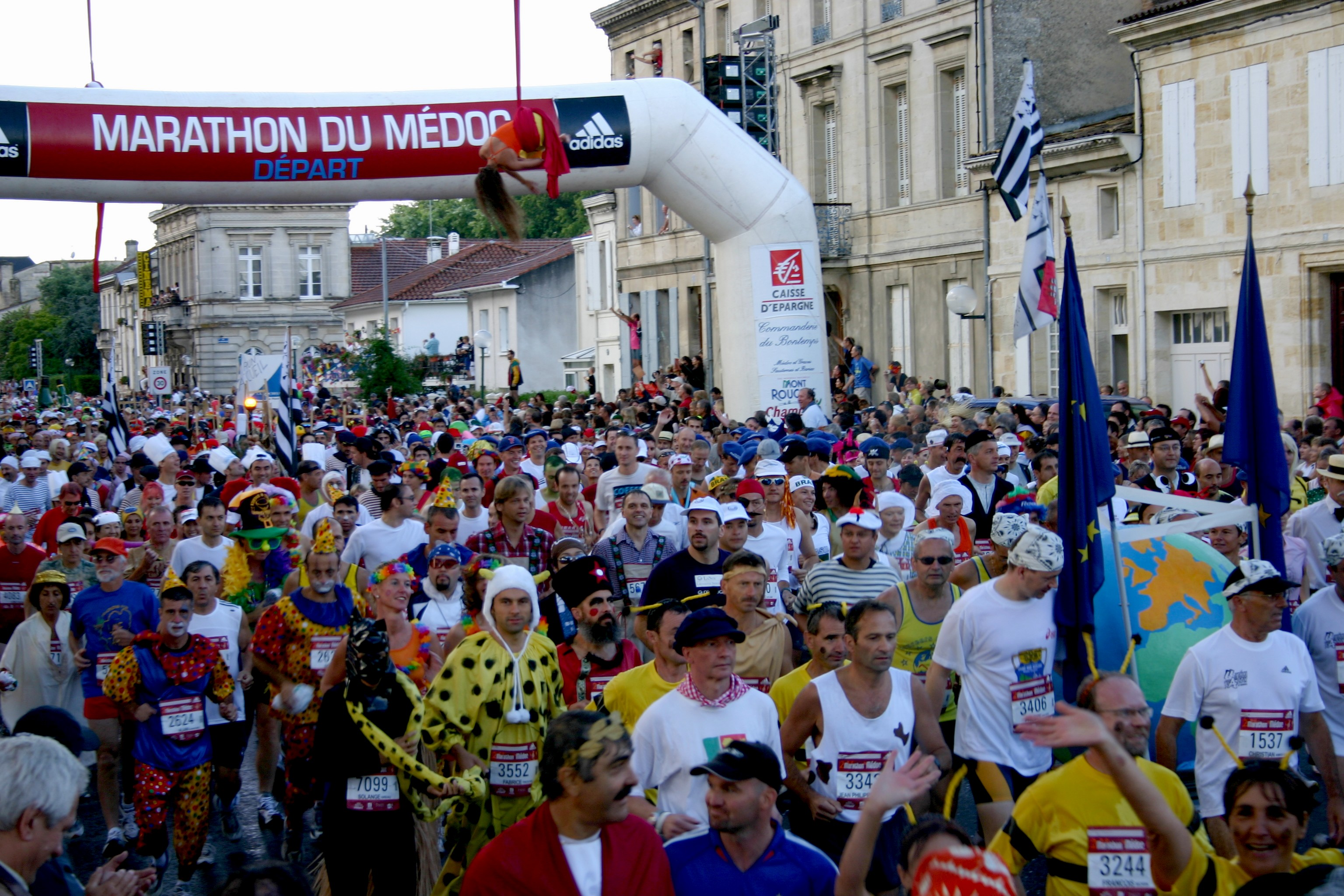
Départ du marathon du Médoc sur les quais de Pauillac.

- Départ et arrivée du Marathon du Médoc, chaque deuxième samedi de septembre.
- Rallye du Médoc à la mi-décembre.
- Départ de la Solitaire du Figaro (2013, 2015 et 2017[57]).
- Course « 10 km des quais de Pauillac », chaque dernier dimanche de mars.
- Arrivée de la 19e étape du Tour de France 2010.

## Économie

### Viticulture

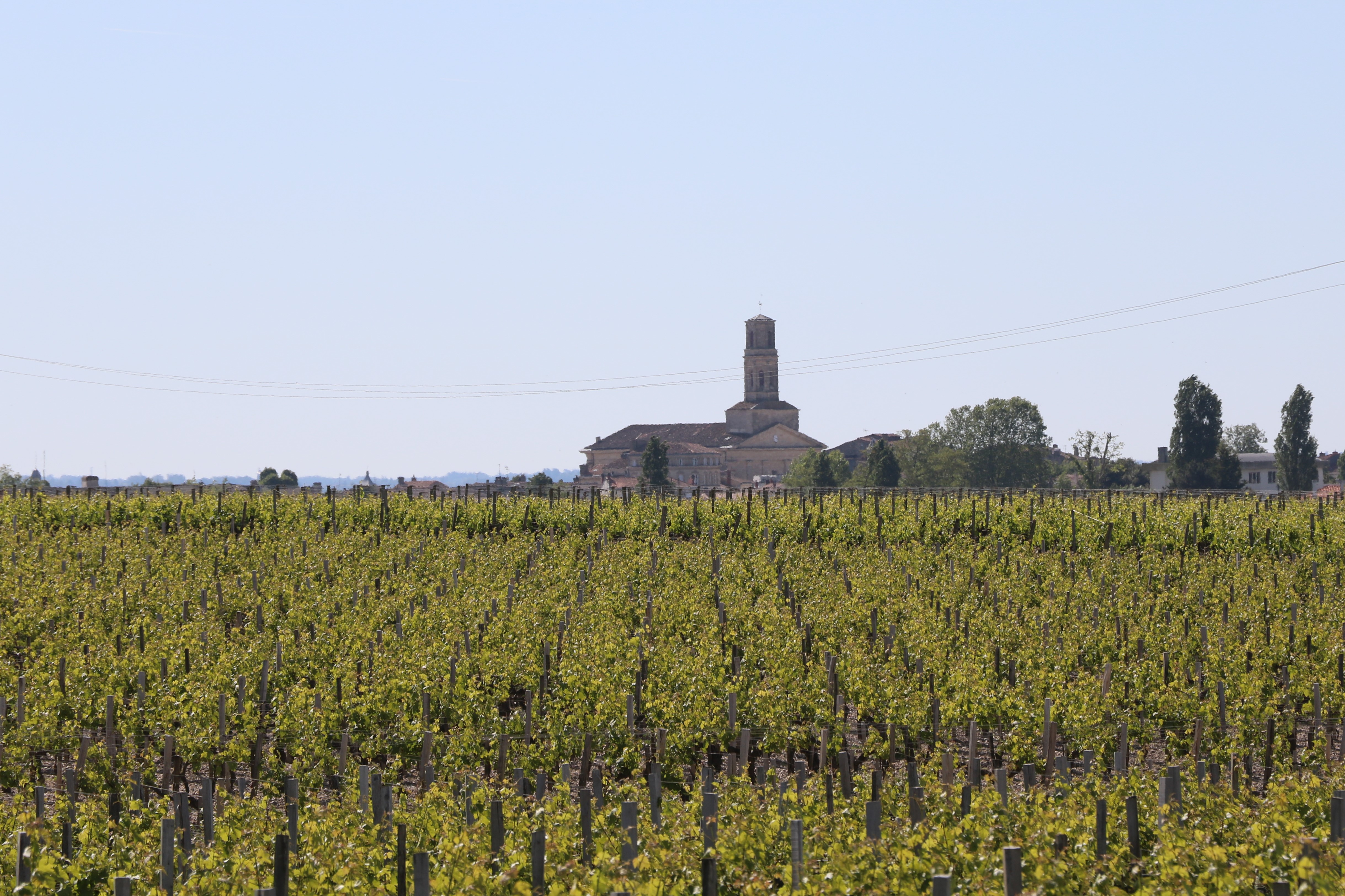
Vignoble de Pauillac.

Le vignoble de Pauillac s'étend sur plus de 1 200 hectares et produit exclusivement du vin rouge. Il compte 18 grands crus classés en 1855, dont trois des cinq premiers crus :
- Premiers crus : château Lafite Rothschild, château Latour, château Mouton Rothschild
- Seconds crus : château Pichon-Longueville, château Pichon Longueville Comtesse de Lalande
- Quatrième cru : château Duhart-Milon
- Cinquièmes crus : château Pontet-Canet, château Batailley, château Haut-Batailley, château Grand-Puy-Lacoste, château Grand-Puy Ducasse, château Lynch-Bages, château Lynch-Moussas, château d'Armailhac, château Haut-Bages Libéral, château Pédesclaux, château Clerc Milon, château Croizet-Bages.

### Élevage
L'agneau de Pauillac est une appellation protégée par une indication géographique protégée, mais il n'est plus aujourd'hui élevé à Pauillac même.

## Culture locale et patrimoine

### Lieux et monuments

#### Patrimoine naturel

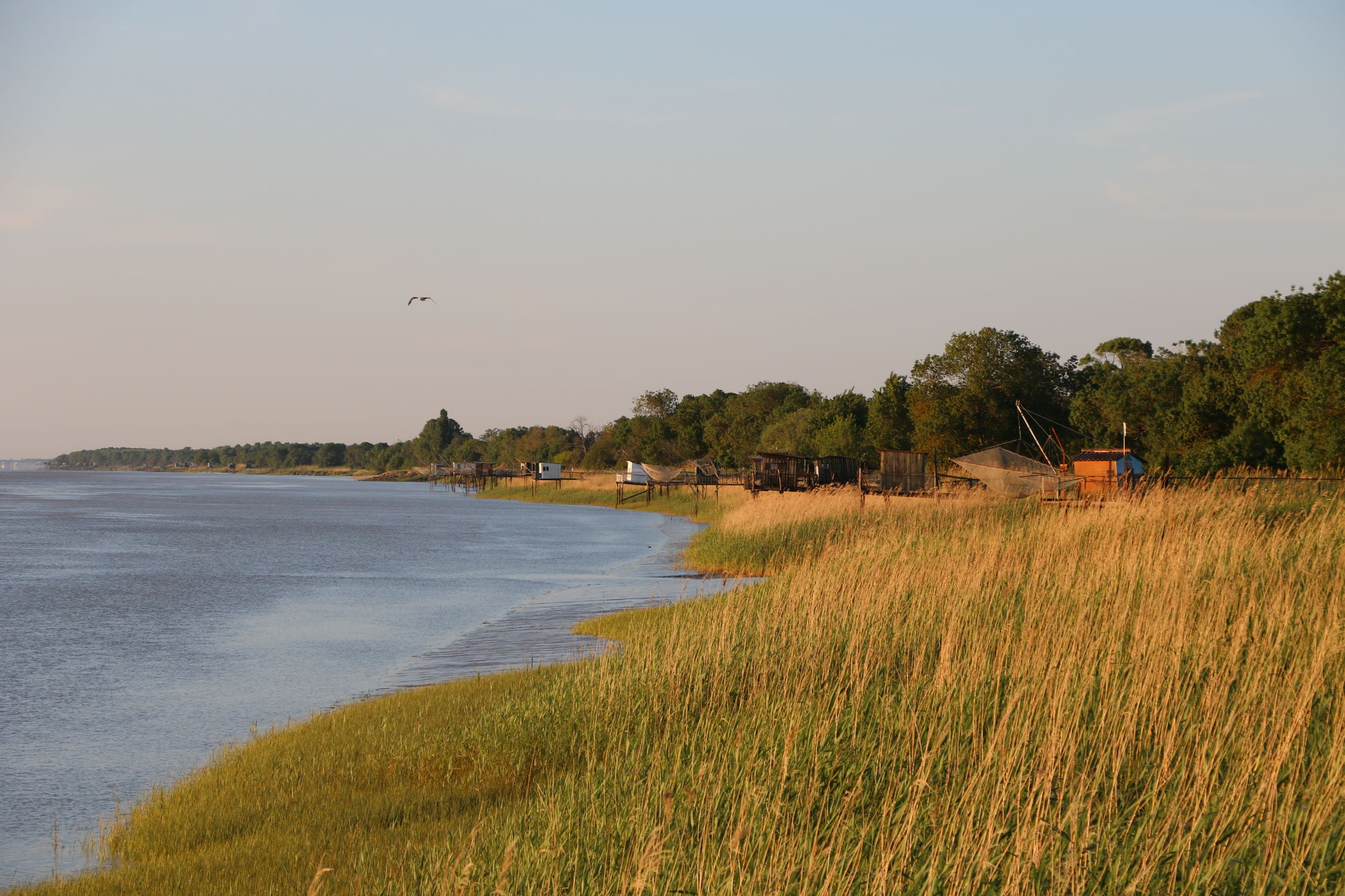
Carrelets et roselière de l'estuaire.

- Créé en 2015, le parc naturel marin de l'estuaire de la Gironde et de la mer des Pertuis est le septième parc naturel marin en France[59], l'un des deux situés en région Nouvelle-Aquitaine.
- Créé en 2019[60], le Parc naturel régional du Médoc est bordé à l'est par l'estuaire de la Gironde et à l'ouest par l'océan Atlantique. Il s'étend des portes de la métropole bordelaise à la pointe de Grave[61].
- La roselière s'étend sur plusieurs kilomètres de la façade estuarienne. Elle abrite de nombreuses espèces animales et végétales dont certaines protégées comme la nivéole d'été. En zone urbaine, la roselière est fauchée une fois par an. La période du fauchage est choisie pour déranger au minimum le biotope mais la ville a souhaité aller encore plus loin en créant deux zones de réserve qui elles ne sont jamais dérangées. Tout cet espace est protégé par la réglementation Natura 2000[62].

#### Patrimoine civil

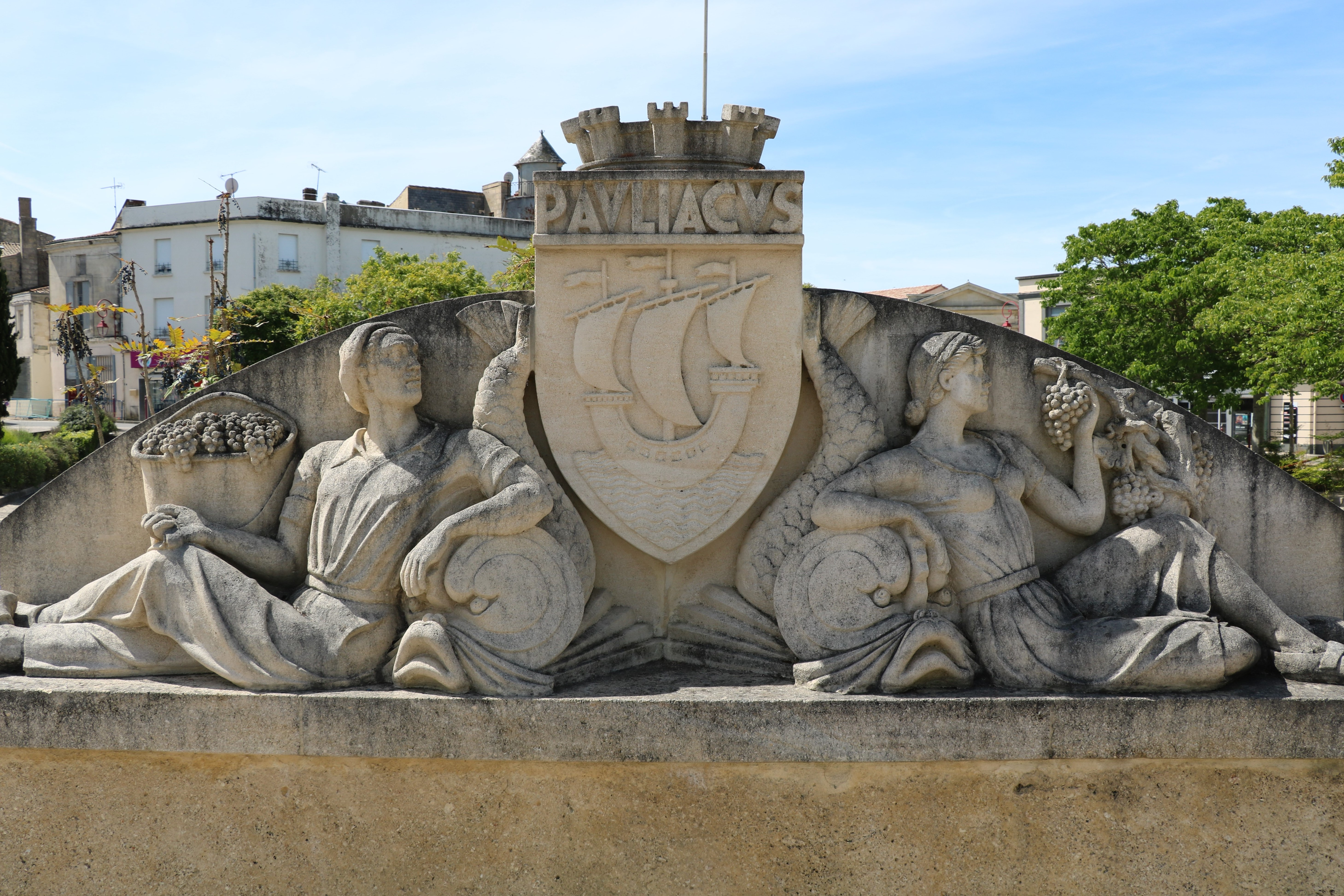
Le monument aux Pauillacais.

- Le monument aux Pauillacais, situé sur la Place de Lattre de Tassigny, est un hommage aux disparus d'un bombardement de la Seconde Guerre mondiale[63].
- Les carrelets sur l'estuaire de la Gironde.

#### Patrimoine religieux

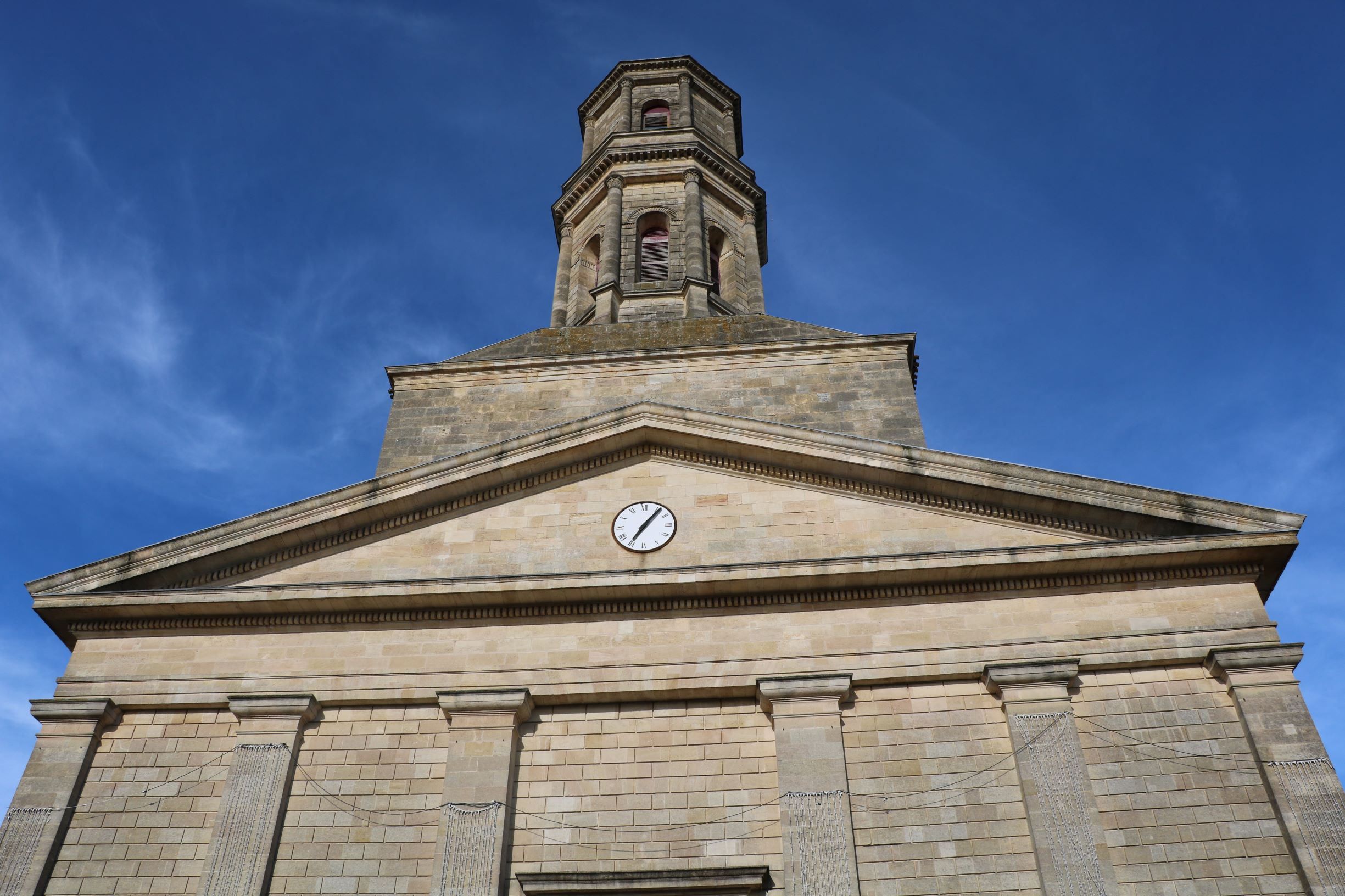
Façade de l'église Saint-Martin.

- La grotte d'Artigues, construite par Anne-Françoise Averous en 1897 comme une réplique en miniature de la grotte de Lourdes, et surplombée par la statue de la Vierge. Pour permettre aux pèlerins de boire de l'eau de Lourdes, elle échangeait, avec le chapelain de Lourdes, un fût de son vin du château de Haut-Bages contre un fût rempli d'eau de Lourdes[64],[65].
- L'église Saint-Martin de Pauillac, place du Maréchal Foch, a été construite de 1824 à 1829 par l'architecte bordelais Armand Corcelles, architecte du temple des Chartrons à Bordeaux. Cet édifice est construit avec les matériaux de l'ancienne église devenue vétuste et trop petite, et avec ceux de l'église Saint Mambert de Rignac, dédiée à sainte Radegonde et située à Saint-Lambert. Sa façade occidentale est percée d'une porte surmontée d'une corniche et de six pilastres doriques supportant un immense fronton inspiré de l'art grec. Le clocher octogonale est formé de deux tours superposées coiffées d'une toiture en zinc et d'un coq[66].
- Église Saint-Lambert de Pauillac.

### Personnalités liées à la commune
- Alexandre de Ségur (1718-1773), seigneur de Pauillac, de Bègles et de Francs, conseiller du roi, président du Parlement de Bordeaux et prévôt de Paris.
- Jacques Bedout (1751-1818) officier de marine français. Il fait carrière dans la marine marchande et la marine royale puis impériale.
- Gilbert du Motier de La Fayette (1757-1834), noble d'orientation libérale, officier et homme politique français et américain. Il appareille de Pauillac en 1777 afin de joindre les Amériques durant la guerre d'indépendance des États-Unis.
- Pierre Castéja (1799-1863), homme politique français né à Pauillac. Il est nommé maire de Bordeaux par Napoléon III en 1860.
- Philippe de Rothschild (1902-1988), personnalité française du monde du vin. Propriétaire des châteaux Mouton Rothshild, Clerc Milon et d'Armailhac à Pauillac, il y crée la société « Baron Philippe de Rothschild S.A. ».
- Philippine de Rothschild (1933-2014), personnalité française du monde du vin et actionnaire majoritaire de la société « Baron Philippe de Rothschild S.A. ».
- Jean-Michel Cazes (1935-2023), personnalité française du monde du vin, propriétaire des châteaux Lynch-Bages et Les Ormes de Pez, décédé à Pauillac. Il ouvre le Relais & Châteaux Cordeillan-Bages en 1989.
- Ricardo Bofill (1939-2022), architecte, a contribué à la notoriété du Château Lafite Rothschild en réalisant son chai.
- Jean-Paul Bertrand-Demanes (né en 1952), gardien de but international de football formé au club de Pauillac.
- Thierry Marx (né en 1959), cuisinier français s'inspirant de la gastronomie moléculaire. Chef au restaurant de Cordeillan-Bages à Pauillac de 1996 à 2010, il obtient sa première étoile au Michelin en 1996 puis une deuxième en 1999.
- Lilian Laslandes (né en 1971), ancien footballeur professionnel français et handballeur aux Girondins de Bordeaux HBC.
- Jean-Luc Rocha (né en 1977), cuisinier français. Il rejoint le Château Cordeillan-Bages en 2002. Après le départ de Thierry Marx en 2010, il prend seul les rênes du restaurant en conservant les deux étoiles Michelin, jusqu'à fin 2016.

### Héraldique
| Armes | Les armes de Pauillac se blasonnent ainsi : De gueules à la nef de trois mâts pavillonnés d'argent voguant sur une mer du même. |

## Panorama

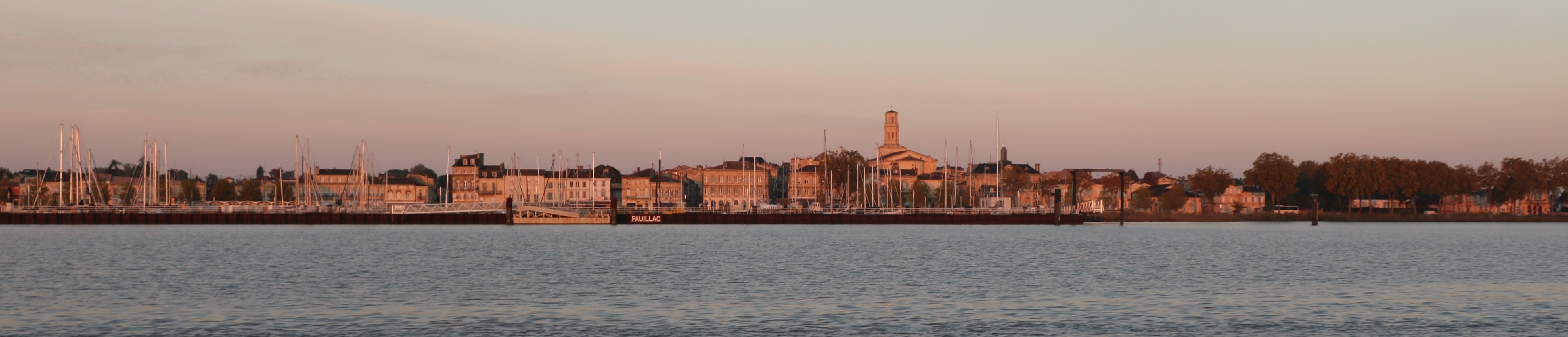
Port de plaisance au lever du soleil.

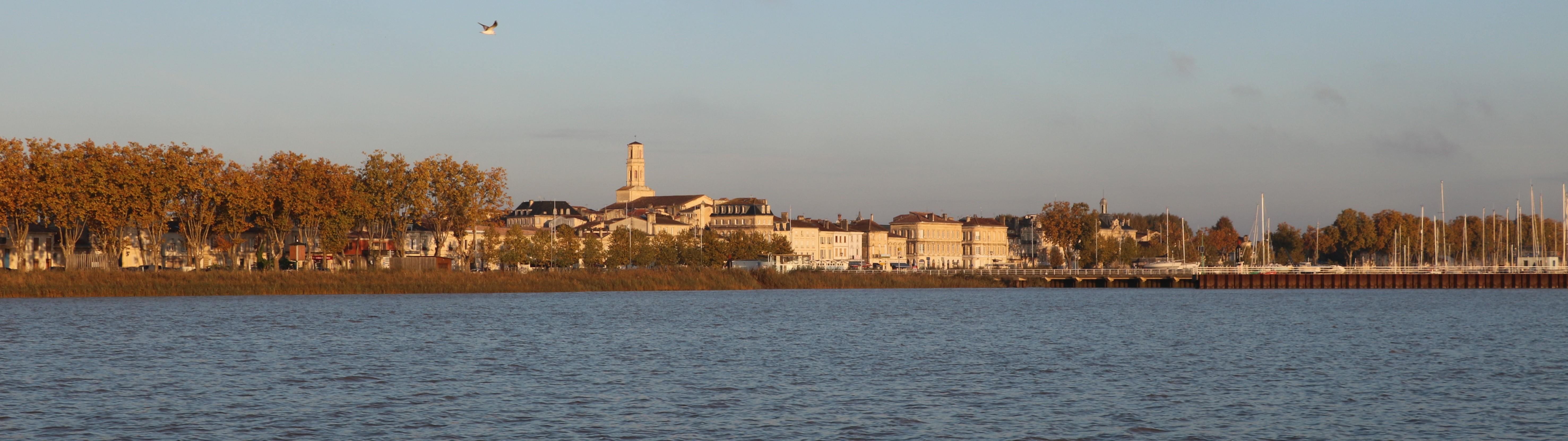
Quais Sud de Pauillac et roselière de l'estuaire.

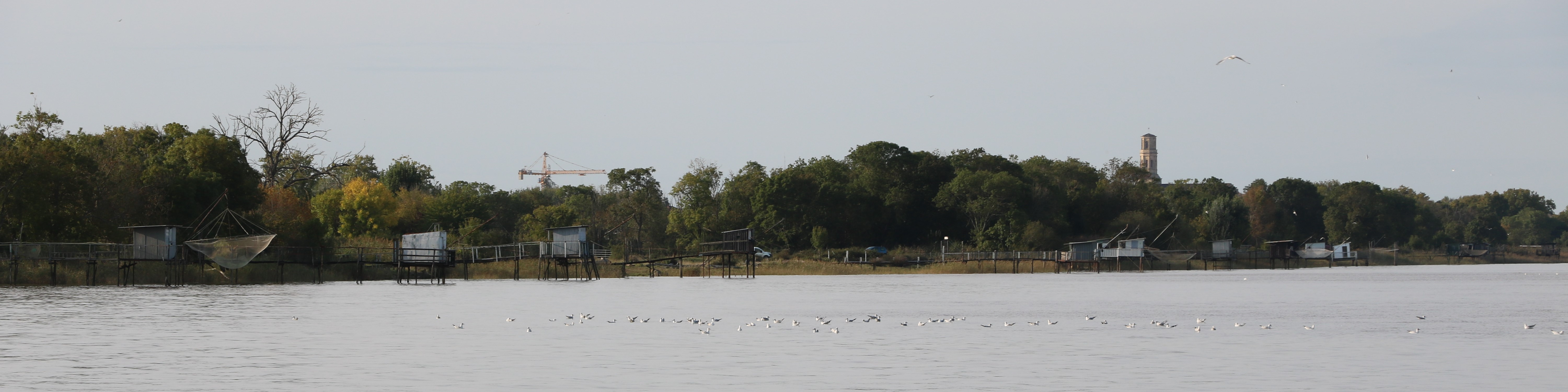
Installations de pêche au carrelet sur l'estuaire de la Gironde.